# La cavalleria roja carrega
La cavalleria roja carrega és un quadre del pintor rus Kazimir Malèvitx, realitzat entre el 1928 i el 1932 que es troba al Museu Rus de Sant Petersburg, a Rússia.
L'artista, fundador del suprematisme i reconegut per la història de l'art soviètic, va contribuir a la imatge de la Revolució d'Octubre.

## Descripció
La imatge es divideix en tres parts: el cel, la terra i el poble (la cavalleria en vermell). La relació entre l'amplada dels cels i de la terra guarda una proporció de 0,618 (proporció àuria). La cavalleria la formen tres grups de quatre genets. La part del terra està dividida en 14 franges horitzontals de 12 diferents colors. El color del cel és un degradat de blau, sent els tons més foscos del blau a la part superior del quadre
i convertint-se en blanc en arribar a l'horitzó.